# Axel Horn (Fußballspieler)
Axel Horn (* 8. März 1962) ist ein ehemaliger deutscher Fußballspieler.

## Laufbahn
Horn erhielt 1983 einen Profivertrag bei Hannover 96. In der Saison 1984/85 gelang ihm mit seiner Mannschaft der Aufstieg in die 1. Bundesliga. Die Hannoveraner waren, unter Werner Biskup, mit einem stark verjüngten Kader in die Saison gestartet und galten bestenfalls als Aspirant für einen Platz im Mittelfeld der Liga. Horn absolvierte 15 Spiele in besagter Saison. 1986 stieg Hannover 96 nach nur einem Jahr wieder aus der 1. Bundesliga ab. Für Axel Horn, der in drei Jahren zumeist nur Ergänzungsspieler war, war das Abenteuer Profifußball damit auch beendet.

## Erfolge
- 1985 Aufstieg in die 1. Bundesliga mit Hannover 96